# Joseph Henry Kibbey

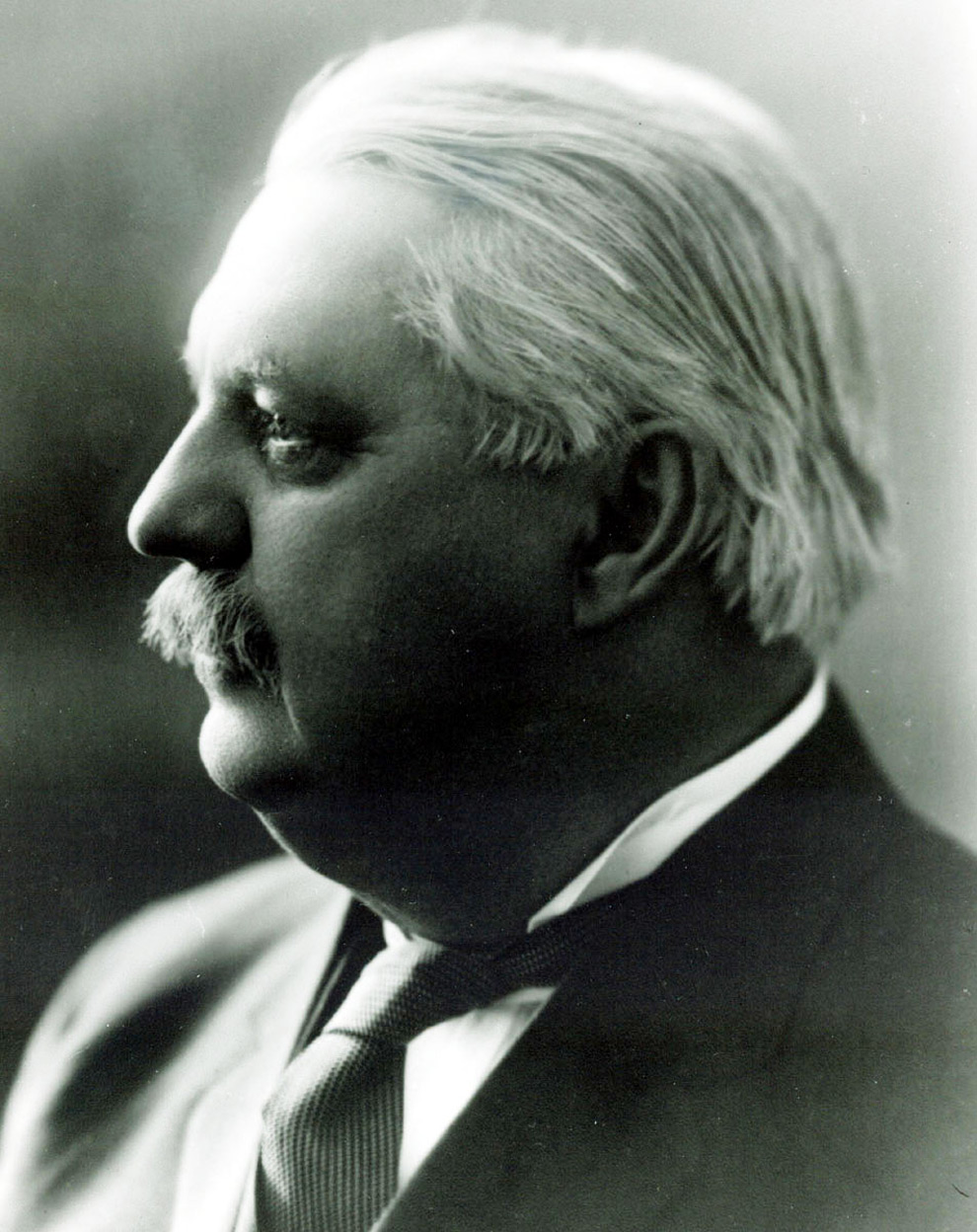
Joseph Henry Kibbey

Joseph Henry Kibbey (* 4. März 1853 in Centerville, Wayne County, Indiana; † 14. Juni 1924 in Phoenix, Arizona) war ein US-amerikanischer Politiker und von 1905 bis 1909 Gouverneur des Arizona-Territoriums.

## Frühe Jahre
Kibbey besuchte die öffentlichen Schulen und studierte später Jura am Earlham College in Richmond. Er erhielt 1875 seine Anwaltszulassung im Staat Virginia und praktizierte anschließend bis 1888 in Richmond. Ferner war er für zwei Jahre als Staatsanwalt in Richmond tätig. Am 10. Januar 1877 heiratete er Nora Burbank. Aus gesundheitlichen Gründen zog er dann 1888 nach Arizona.

## Arizona
Kibbey wurde 1888 zum beisitzenden Richter am Arizona Territorial Supreme Court ernannt. Er handelte die Kibbey Decision aus, was den Handel mit Land und Wasser in Arizona ermöglichte. Seine Amtszeit als Richter endete im April 1893. In seiner politischen Laufbahn war er zweimal republikanischer Vorsitzender von Maricopa County und dreimal territorialer Vorsitzender. Im November 1897 war er Staatsanwalt von Phoenix und ein Ratsmitglied in der 22. Territorialen Legislatur von 1903. Danach wurde er im November 1904 zum Territorial Attorney General ernannt.

## Territorialgouverneur von Arizona
Präsident Theodore Roosevelt ernannte Kibbey 1905 zum Territorialgouverneur von Arizona. Sofort nachdem er sein Amt angetreten hatte, wurde Kibbey mit den Problemen bezüglich eines Gesetzentwurfes im Kongress konfrontiert, der Arizona und New Mexico die Eigenstaatlichkeit verschaffen sollte, jedoch beide zu einem einzigen Staat vereinigte. Er versprach eher von seinem Amt zurückzutreten, als diesen Gesetzesentwurf passieren zu lassen. Der Gesetzesentwurf wurde durch den Kongress verabschiedet, jedoch mit einer Bedingung, die besagte, dass jedes Territorium für das Vorhaben stimmen musste. Bei der letzten Abstimmung sprachen sich 16.265 gegen den Gesetzesentwurf aus und nur 3.141 für dieses. Die Folge war, dass das Vorhaben vom Tisch war.
Einige von seinen Hauptvorschlägen waren das Verbot des Glücksspiels, die Beschränkung von Spirituosen und Tabak sowie die Untersagung der Prostitution. Er schuf die Territorial Railroad Commission, die der Vorläufer der Arizona Corporation Commission war. Ferner schuf er das Greenlee County.
Kibbey befürwortete die Besteuerung von Minen, was ihn letztendlich sein Gouverneursamt kostete. Minengesellschaften waren in der Lage, seine erneute Nominierung durch den Präsidenten Theodore Roosevelt zu verzögern, weil sie wussten, dass der neue Präsident William Howard Taft ihn nicht als Gouverneur nominieren würde. Er verließ sein Amt am 1. Mai 1909, als Taft Richard Elihu Sloan nominierte.

## Spätere Jahre
Nach seiner Zeit als Gouverneur wurde Kibbey Konsul von der Salt River Valley Water User's Association und verfasste deren Gründungsurkunde. 1916 kandidierte er erfolglos als Republikaner für einen Sitz im US-Senat. Er verstarb am 14. Juni 1924 in Phoenix und wurde daraufhin auf dem Greenwood Memorial Park beigesetzt.